# E come Extinzione
E come Extinzione (E is for Extinction) è il primo arco narrativo della gestione Morrison di X-Men: Legacy ribattezzata New X-Men. Pubblicato in tre numeri dalla Marvel Comics fra il luglio ed il settembre 2001, è stato sceneggiato da Morrison per rilanciare in modo spettacolare il franchise degli X-Men, sfoltendo nel frattempo quel sottobosco mutante che si era troppo arricchito negli anni.

## Trama
Mentre una nuova generazione di mutanti fioriva in tutto il globo, nella giungla dell'Ecuador una delle tante I.A. Master Mold continuava la sua produzione di Sentinelle adattandole alla tecnologia disponibile in quell'ambiente fino a quando una misteriosa donna chiamata Cassandra Nova, duplicando il DNA di uno degli ultimi discendenti di Bolivar Trask, ne prese il comando inviandole sull'isola-stato di Genosha con lo scopo di massacrarne la popolazione. La presenza della donna non passò però inosservata a Cerebra utilizzata in quel momento da Xavier, che decise d'inviare sul posto Ciclope e Wolverine: i due riuscirono a catturare Nova, ma giunsero troppo tardi per fermare il lancio delle Sentinelle che in pochi minuti giunsero a Genosha e ne sterminarono interamente la popolazione mutante. Durante le operazioni di soccorso posteriori alla tragedia Jean Grey e Bestia soccorsero Emma Frost, ex criminale ed direttrice di Generation X, sopravvissuta al massacro grazie al manifestarsi di una mutazione secondaria che le aveva consentito di trasformare il proprio corpo in diamante. Tornati allo Xavier Institute mentre Bestia rivelava agli altri che il genere umano si sarebbe estinto in poche generazioni lasciando la Terra in mano ai mutanti, Cassandra Nova sfuggì alla prigionia e raggiunse Cerebra con la quale tentò di "spegnere" ogni mente mutante (in realtà il suo obiettivo era quello di impadronirsi del corpo di Xavier) prima che Emma la uccidesse rompendole il collo. Tuttavia, la donna arrivò troppo tardi in quanto Cassandra aveva già scambiato il proprio corpo con quello di Xavier e viceversa, e aveva sparato al suo vecchio corpo (ora contenente la psiche di Xavier) in modo da impedire all'uomo di rivelare cos'era appena successo.
Con il passare dei giorni, Jean e Scott tentarono di venire a patti con i problemi coniugali sorti fra loro dopo l'esperienza traumatica del secondo mentre era posseduto da Apocalisse, quando videro Xavier dichiarare in diretta TV di essere un mutante, svelando anche la verità dietro lo Xavier Institute.

## Innovazioni
Con l'arrivo di Grant Morrison sul titolo, importanti cambiamenti accorsero nel franchise: l'abbandono dei tradizionali e colorati costumi di spandex in favore di uniformi di latex e pelle nera e il cambiamento fisico e psicologico di personaggi come Bestia e Wolverine; il primo assumendo una fisicità marcatamente felina in conseguenza delle manipolazioni operate su di lui da Sage, il secondo lasciandosi alle spalle gli eccessi animaleschi della sua natura e "civilizzandosi" quel tanto che bastava da poter insegnare in una scuola piena di adolescenti mutanti.
Contemporaneamente, Morrison avviò uno sconvolgimento dello status quo romantico all'interno del gruppo, utilizzando gli eventi che fecero fondere Ciclope ed Apocalisse per allontanare il primo sempre più dalla sua storica compagna, Jean Grey impegnata nel chiarimento dei suoi rapporti affettivi con Wolverine, e mostrandone un lato nascosto più "oscuro" grazie all'operato di Emma Frost, suo nuovo interesse romantico.
Altro nuovo cambiamento introdotto da Morrison fu la mutazione secondaria, creata principalmente per dotare Emma Frost di un'epidermide adamantina e di una forza fisica in grado di rivaleggiare con quella di Colosso. Lo sceneggiatore aveva infatti in mente di utilizzare l'X-Man russo durante la sua gestione, tuttavia essendosi sacrificato per debellare il Legacy, fu costretto a ripiegare sulla bionda telepate.